# Притулок на Пантирі

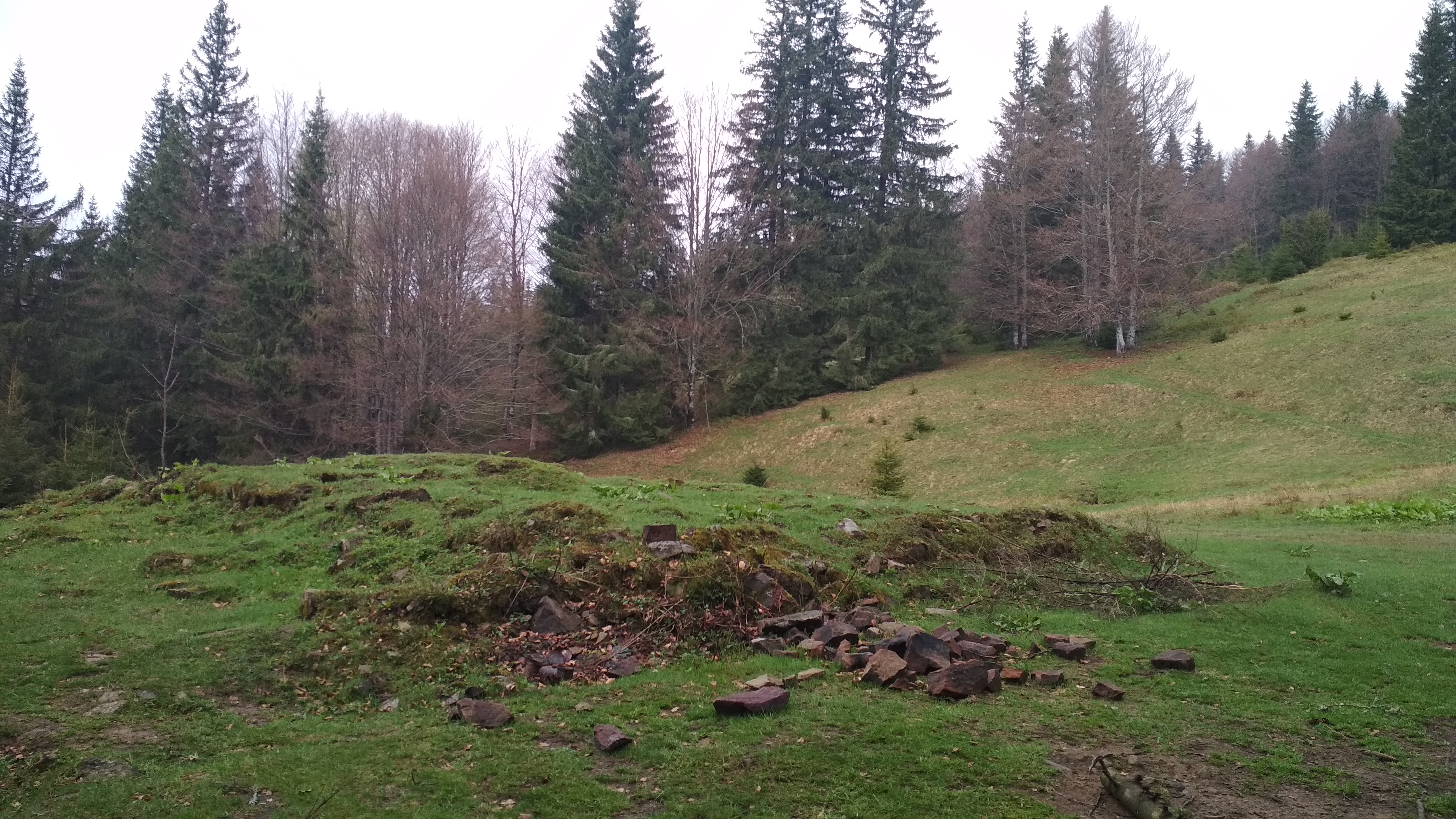

48°26′00″ пн. ш. 24°08′50″ сх. д. / 48.43333° пн. ш. 24.14722° сх. д.
Притулок на Пантирі — колишній гірський притулок, який знаходився на полонині Пантир, що в масиві Ґорґани.

## Історія
Притулок ім. 2-ї Карпатської бригади польських легіонів, збудований у 1935 р. на пол. Пантир Лещетарським товариством м. Перемишля (Przemyskie Towarzystwo Narciarzy) у співпраці з Товариством розвитку лещетарства (Towarzystwo Krzewenia Narciarstwa)). В експлуатацію здано 13 лютого 1935 р.
На першому поверсі облаштовано їдальню та покої на 14 місць, у піддашші ― дві кімнати на чотири особи.
Станом на сьогодні збереглися руїни у вигляді фундаменту.